# Joelbitar
Joelbitar var ett barnprogram som visades i SVT:s Björnes magasin. I programmet fick tittarna följa Joel Eriksson, en ung pojke (född 1981) med Downs syndrom, och hans vardagliga liv. Programmet producerades av Joels far, Olle Eriksson. På senare år har programmet uppnått kultstatus.
Ledmotivet skapades av Mats Nörklit.